# سیپلتسفیلد، استرالیای جنوبی
سیپلتسفیلد, استرالیای جنوبی (به انگلیسی: Seppeltsfield) یک منطقه مسکونی در استرالیا است که در استرالیای جنوبی واقع شده‌است.